# Diane Leather
Diane Susan Leather, verheiratete Diane Charles, (* 7. Januar 1933 in Streetly, West Midlands; † 5. September 2018 in Truro, Cornwall) war eine britische Leichtathletin.

## Werdegang
Diane Leather war die Tochter eines Chirurgen und wuchs gemeinsam mit ihren Eltern und fünf Brüdern auf. 1952 war sie an der Birmingham University als Chemikerin tätig, als sie im britischen Fernsehen eine Ausstrahlung der Leichtathletikwettbewerbe von den Olympischen Spielen in Helsinki sah. Diese weckte ihre Begeisterung für den Sport und führte dazu, dass sie sich einer lokalen Laufgruppe anschloss. Bereits ein Jahr später kam sie im September 1953 im Meilenlauf auf eine Zeit von 5:02,6 min, einer inoffiziellen Weltbestleistung. Nachdem die Rumänin Edith Treybal im November 1953 diese Zeit mit 5:00,3 min unterboten hatte, holte sich Leather die Bestleistung am 26. Mai 1954 mit 5:00,2 min wieder zurück.
Drei Tage später, am 29. Mai 1954, 23 Tage nachdem Roger Bannister als erster Mann im Meilenlauf unter vier Minuten geblieben war, war die Mittelstrecken- und Crossläuferin im Alexander Stadium von Birmingham mit 4:59,6 min die erste Frau, die diese Distanz unter fünf Minuten lief. 1955 verbesserte sie die Bestzeit zunächst im Mai auf 4:50,8 min und im September auf 4:45,0 min. Leather war insgesamt sieben Jahre Halterin der inoffiziellen Weltbestleistung über diese Distanz.
1954 gewann sie bei den Europameisterschaften in Bern Silber über 800 Meter. Vier Jahre später holte sie über 800 Meter erneut Silber bei den Europameisterschaften 1958 in Stockholm. Bei den Olympischen Spielen 1960 in Rom trat sie unter dem Namen Diane Charles an und schied über diese Distanz im Vorlauf aus.
Dreimal siegte sie für England startend beim inoffiziellen Frauenwettbewerb des Cross der Nationen (1954, 1955, 1957). Viermal wurde sie Englische Meisterin im Crosslauf (1953–1956), dreimal über 880 Yards (1954, 1955, 1957) und zweimal im Meilenlauf (1956, 1957).
1960 beendete Diane Charles ihre aktive Laufbahn und 1961 wurde sie Mutter ihres ersten Kindes. Später war sie bei Cruse Bereavement Care als Sozialarbeiterin tätig. 2013 wurde sie in die England Athletics Hall of Fame aufgenommen. Sie starb 2018 im Alter von 85 Jahren an einem Schlaganfall und hinterließ drei Söhne und eine Tochter.

## Persönliche Bestzeiten
- 800 m: 2:06,6 min, 24. August 1958, Stockholm
- 1500 m: 4:29,7 min, 19. Juli 1957, London (Zwischenzeit)
- 1 Meile: 4:45,0 min, 21. September 1955, London